# 1121

## Události
- v Kosmově kronice jsou zaznamenány velké povodně na Moravě

## Úmrtí
18. ledna – Vilém z Champeaux, francouzský filosof, teolog a scholastik (* kolem 1070)

## Hlavy států
- České knížectví – Vladislav I.
- Svatá říše římská – Jindřich V.
- Papež – Kalixtus II.
- Anglické království – Jindřich I. Anglický
- Francouzské království – Ludvík VI. Francouzský
- Polské knížectví – Boleslav III. Křivoústý
- Uherské království – Štěpán II. Uherský
- Byzantská říše – Jan II. Komnenos